# Silnice I/71
Silnice I/71 je česká silnice I. třídy ve Zlínském a Jihomoravském kraji. Je dlouhá 21,596 km a vede z Uherského Ostrohu přes Velkou nad Veličkou  na státní hranici se Slovenskem. 
Do roku 1997 byla značena jako silnice II. třídy č. 499, pod tímto číslem dosud pokračuje na Slovensku směr Myjava, Piešťany a Topoľčany. V téže době byl poslední úsek silnice vedoucí osadou U Sabotů (dnes Šance), historicky na Moravě, v rámci vzájemných hraničních úprav předán Slovensku. 

## Vedení silnice

#### Zlínský kraj – okres Uherské Hradiště
- Uherský Ostroh (Ostrožské Předměstí, odpojení z I/55)

#### Jihomoravský kraj – okres Hodonín
- Blatnice pod Svatým Antonínkem (III/4991, I/54)
- Louka (III/4992, III/49910)
- Velká nad Veličkou (III/49912, III/49914)
- odb. Javorník
- hraniční přechod Javorník –  Vrbovce (II/499)